# Cuirassement

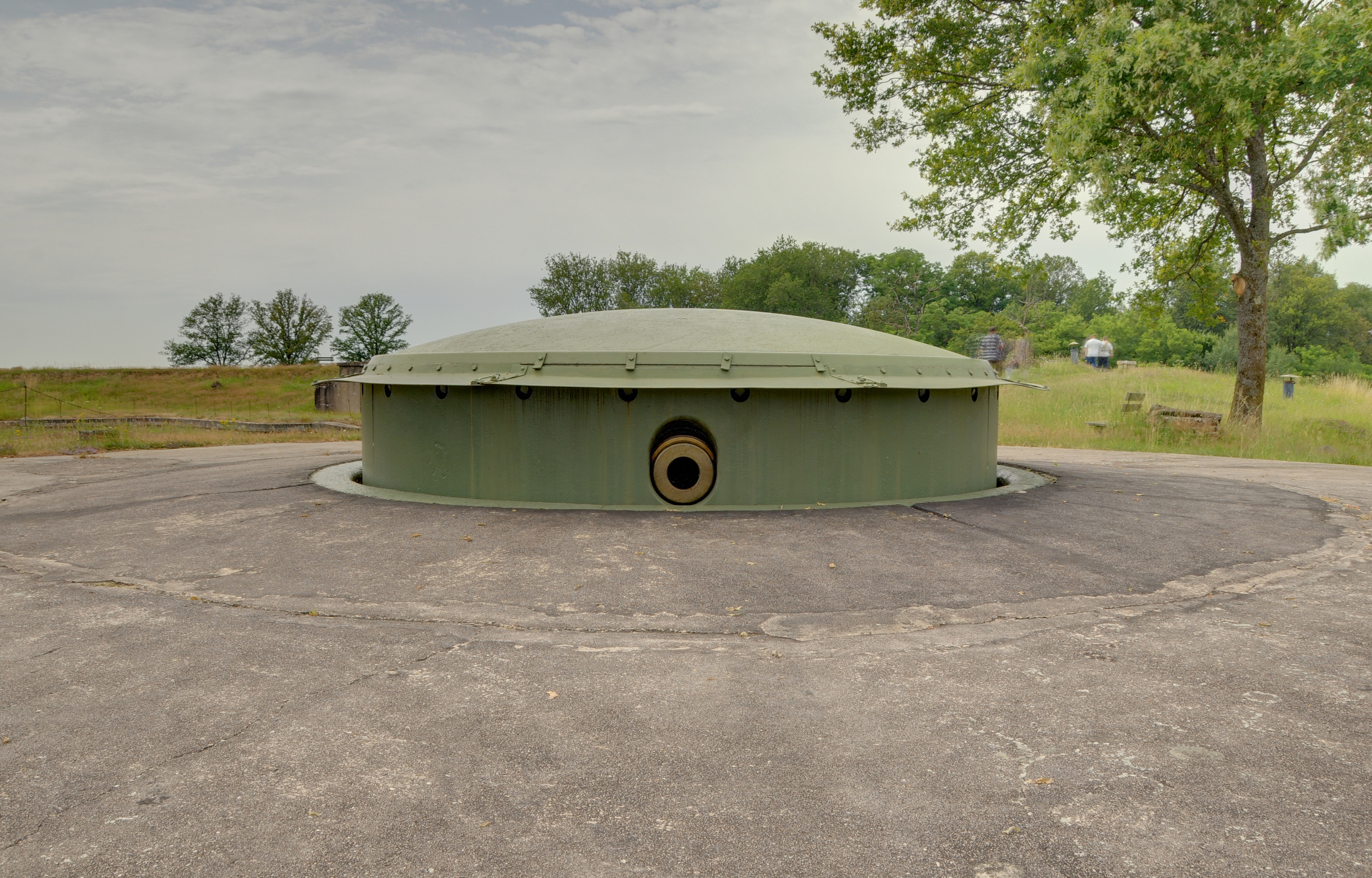
Tourelle pour un canon de 155 mm R du fort d'Uxegney.

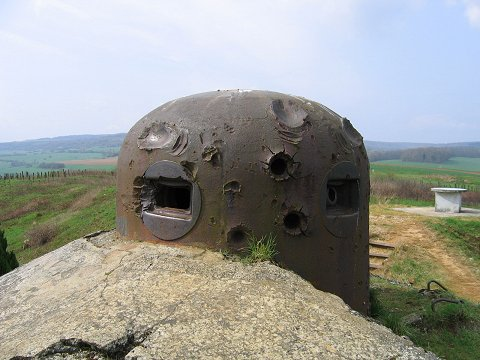
Cloche GFM de l'ouvrage de La Ferté.

Un cuirassement désigne dans une fortification un abri de combat recouvert d'une cuirasse en métal qui doit mettre ses occupants à l'abri des tirs d'armes légères ou des bombardements. Les cuirassements ont été utilisés au cours des XIXe et XXe siècles dans les systèmes de fortification de presque tous les pays européens. L'évolution du cuirassement est une lutte ouverte face aux projectiles de l'artillerie. La création d'un nouveau projectile entraîne l'apparition d'un nouveau métal à blindage ou la création d'un nouvel engin abritant les soldats et leurs équipements.

## Quelques exemples
On entend par cuirassement des blindages recouvrant et protégeant des casemates, des emplacements d'artillerie, des tourelles tournantes, des tourelles à éclipses ou des cloches fixes.

## Les cuirassements jusqu'à la Première Guerre mondiale
Jusqu'en 1914, la presque totalité des pays d'Europe ont employé des cuirassements. La France et l'Allemagne se sont livrées sur cette question à une sorte de course aux armements dans l'évolution de leurs systèmes de défense respectifs. Les autres pays ont adopté ou adapté les productions de ces deux adversaires à leurs propres défenses : Suisse, Belgique, Pays-Bas, Autriche-Hongrie, Roumanie, Italie et Danemark. Le Royaume-Uni en a employé dans des batteries côtières. En Russie, la question des cuirassements était en plein débat lorsque la guerre a éclaté.

### L'origine des cuirassements
Le général Henri-Joseph Paixhans est l'un des premiers à suggérer l'emploi de fer dans la fortification. Des essais sont effectués en France, en Italie, au Royaume-Uni (expériences de Woolwich et Shoeburyness) et en Belgique (polygone de Brasschaat). En parallèle aux études dans la fortification se déroulent celles dans la marine de guerre. Lors de la Guerre de Crimée en 1855, les Français installent des batteries de canons sur des chalands qu'ils ont renforcés de plaques métalliques. Ils parviennent à bombarder et à détruire la forteresse de Kimburn en octobre 1855, cela sous les yeux d'un ingénieur anglais, le capitaine Cowper Phipps Coles. Ce dernier a lui-même mis au point une tourelle rotative installée sur un navire, le Lady Nancy. Il dépose en 1859 le brevet de cette tourelle rotative. En 1861, lors de la Guerre de Sécession, John Ericsson installe une tourelle de ce type sur l'USS Monitor. Ce dernier est la réponse nordiste au CSS Virginia, une frégate saisie par les sudistes et renforcée par un blindage à la place des superstructures détruites par le feu lors de son abandon par les Nordistes.
Convaincu par ce procédé, l'ingénieur belge Henri Alexis Brialmont commande à Coles une tourelle tournante avec deux canons pour équiper les forts qu'il est en train de construire à Anvers. Les tourelles passent ainsi de la marine aux fortifications terrestres. Cette tourelle, armée de deux canons de 15 cm est équipée d'un blindage fait d'une couche de bois et d'une couche de métal. Certains manuels de fortification désignent cela sous le terme de blindage « sandwich ». Cet engin est placé dans le fort III de la ceinture fortifiée d'Anvers. C'est le premier engin de ce type conçu pour une fortification. Son coût très élevé empêchera Brialmont d'en installer d'autres du même modèle. En 1867, Coles équipe le fort Saint-Philippe à Anvers de trois tourelles d'un type légèrement modifié.
En Allemagne, un ingénieur prussien, le major Maximilian Schumann conçoit une casemate cuirassée. Plusieurs exemplaires sont installés à Mayence vers 1865-1866, en particulier dans les forts de Bingen et de Gonsenheim de la Forteresse de Mayence. Cette casemate possède un blindage frontal de 15 cm d'épaisseur constitué par une couche de rail, le tout est recouvert par du béton. Les industries Grüson travaillent sur un prototype de tourelle tournante.

### En France, sur le système Séré de Rivières
Jusqu'à la Guerre franco-allemande de 1870 les expérimentations de cuirassements se limitent à la marine de guerre. La France ne songe pas pour l'instant à mettre des cuirassements dans les fortifications de l'intérieur du pays. Des projets de tourelles cuirassées ont été envisagés pour le fort Chavagnac à Cherbourg. Après 1871, le pays est en partie occupé et il faudra attendre la libération complète du territoire, amputé de la presque totalité de l'Alsace et d'une partie de la Lorraine, pour se remettre au travail sur le terrain. Le 28 juillet 1872, Adolphe Thiers, chef de l'Exécutif de la République française, crée le Comité de Défense chargé de réorganiser l’armée. Ce comité est présidé par le maréchal de Mac-Mahon jusqu’en 1873, puis par le maréchal Canrobert. Son secrétaire est le général Raymond Adolphe Séré de Rivières, officier du Génie qui a une certaine expérience dans le domaine des fortifications acquise lors de travaux à Nice, à Metz et à Lyon. En janvier 1874, Séré de Rivières est nommé, par le général du Barail, chef du Génie au ministère de la Guerre avec la mission de remettre de l’ordre dans ce service.
Depuis septembre 1873, le terrain est libre. Les dernières troupes d’occupation prussiennes ont évacué Verdun le 18, évacuation qui s’est faite plus tôt que prévu grâce au paiement rapide de la dette de guerre exigée par les Allemands. Pourtant, le début de l’année 1873 avait vu monter les inquiétudes des Belfortains, les Allemands effectuant des travaux de fortification aux Basses Perches, forts construits juste avant 1870 en avant du château de Belfort. Mais le 2 août 1873, les troupes allemandes évacuaient la ville, Thiers y entrait le 15. L’Instruction du 9 mai 1874 définit quelques mois plus tard l’ensemble de l’organisation, appelée « Commission des Travaux de Fortification », chargée d’étudier puis d’exécuter les travaux de défense du territoire.

#### Les cuirassements en France de 1874 à 1885

##### La Commission de Gâvres (1874-1878)
Parmi les nombreuses commissions qui composent l’Organisation du 9 mai 1874, il en est une nouvelle : la « Commission des Cuirassements ». Son rôle est de rechercher et d’arrêter les types des ouvrages cuirassés dont la nouvelle fortification doit être armée. Elle est officiellement présidée par le général Cadart, puis par le général Segretain. Son rapporteur est le capitaine, puis commandant, Henri Mougin, polytechnicien et ancien aide-de-camp du général Séré de Rivières. Mougin a présenté en 1873 un projet de tourelle d’artillerie pour équiper les fortifications terrestres.
De 1874 à 1876, la Commission des Cuirassements siège à Paris. Ses membres, qui sont essentiellement des officiers de l'artillerie et du Génie, suivent des cours d'histoire militaire. Il s'agit de se familiariser avec les techniques de fortification élaborées dans le passé, mais aussi de se renseigner sur les travaux effectués à l’étranger.
Au courant de 1876, elle déménage en Bretagne sur le polygone d'essai de Gâvres près de Lorient. C'est là que la Marine expérimente ses blindages depuis 1855. Ce polygone donnera son nom à cette commission dans les cours de fortification. Des officiers et des ingénieurs de la Marine rejoignent les rangs des officiers déjà présents depuis 1874.

##### La place des cuirassements dans le système Séré de Rivières et la mise au point de nouveaux matériels
La Commission des Cuirassements s'est chargée de définir la place des cuirassements dans la conception générale de ce qui va devenir le nouveau système de défense de la France. Elle s'est concentrée sur l'organisation terrestre qui va de Dunkerque à Nice et ses membres se sont mis d'accord sur le principe qu'environ un quart à un cinquième de l'armement des forts sera sous protection cuirassée.
- La casemate en fer laminé contre le canon de campagne
- La casemate en fonte dure
- La tourelle pour deux canons de 155 mm

#### Les cuirassements en France de 1885 à 1914
- Tourelle de mitrailleuses modèle 1899
- Tourelle de 75 mm R modèle 1905

## Les cuirassements de la Première à la Seconde Guerre mondiale
L'expérience acquise lors de la Grande Guerre a permis l'évolution de certains cuirassements dans les nouveaux systèmes de défenses conçus entre 1918 et 1945. On en retrouve par exemple dans la ligne Maginot, les fortifications de Liège ou les fortifications allemandes (Westwall ou ligne Siegfried, fortifications de l'est de l'Allemagne, Atlantikwall ou Mur de l'Atlantique).
- Tourelle de mitrailleuses modèle 1935
- Tourelle de 81 mm modèle 1932
- Tourelle de 75 mm modèle 1933
- Tourelle de 135 mm modèle 1932